# Бумагін Олександр Володимирович
Олександр Володимирович Бумагін (рос. Александр Владимирович Бумагин; 1 березня 1987, м. Бєлгород, СРСР) — російський хокеїст, лівий нападник. Виступає за «Металург» (Новокузнецьк) у Континентальній хокейній лізі.
Вихованець хокейної школи «Лада» (Тольятті). Виступав за «Лада-2» (Тольятті), «Лада» (Тольятті), «Атлант» (Митищі).
У складі молодіжної збірної Росії учасник чемпіонату світу 2007. У складі юніорської збірної Росії учасник чемпіонату світу 2005.
Досягнення
- Володар Континентального кубка (2006)
- Срібний призер молодіжного чемпіонату світу (2007).